# Bonneville, Oregon
Bonneville là một cộng đồng chưa hợp nhất trong Quận Multnomah, Oregon, Hoa Kỳ nằm trên Xa lộ Liên tiểu bang 84 và Sông Columbia. Bonneville nổi danh vì là nơi có Đập Bonneville. Thành phố North Bonneville thuộc tiểu bang Washington nằm phía bên kia sông.
Trong nhiều thập niên trước khi con đập được xây dựng, Bonneville là một nơi tổ chức ăn ngoài trời (picnic) ưa chuộng của người dân sống dọc Sông Columbia giữa Portland và The Dalles, và công ty xe lửa đã duy trì một "nhà ăn" cho hành khách tại đó. Trạm xe lửa Bonneville được đặt tên là Benjamin Bonneville, có lẽ là tên của người Âu-Mỹ đầu tiên khám phá Quận Wallowa. Cái tên "Bonneville" không xuất hiện trên bản đồ cho đến cuối thập niên 1880. Bưu điện Bonneville được thiết lập vào năm 1900.